# Orty
Orty jsou bývalý kaolínový důl a přírodní památka v katastru obcí Borek, Hosín a Hrdějovice u Českých Budějovic. Přírodní památka je v péči Krajského úřadu Jihočeského kraje, který v lednu 2022 zveřejnil záměr bývalé důlní dílo zpřístupnit veřejnosti.

## Charakteristika

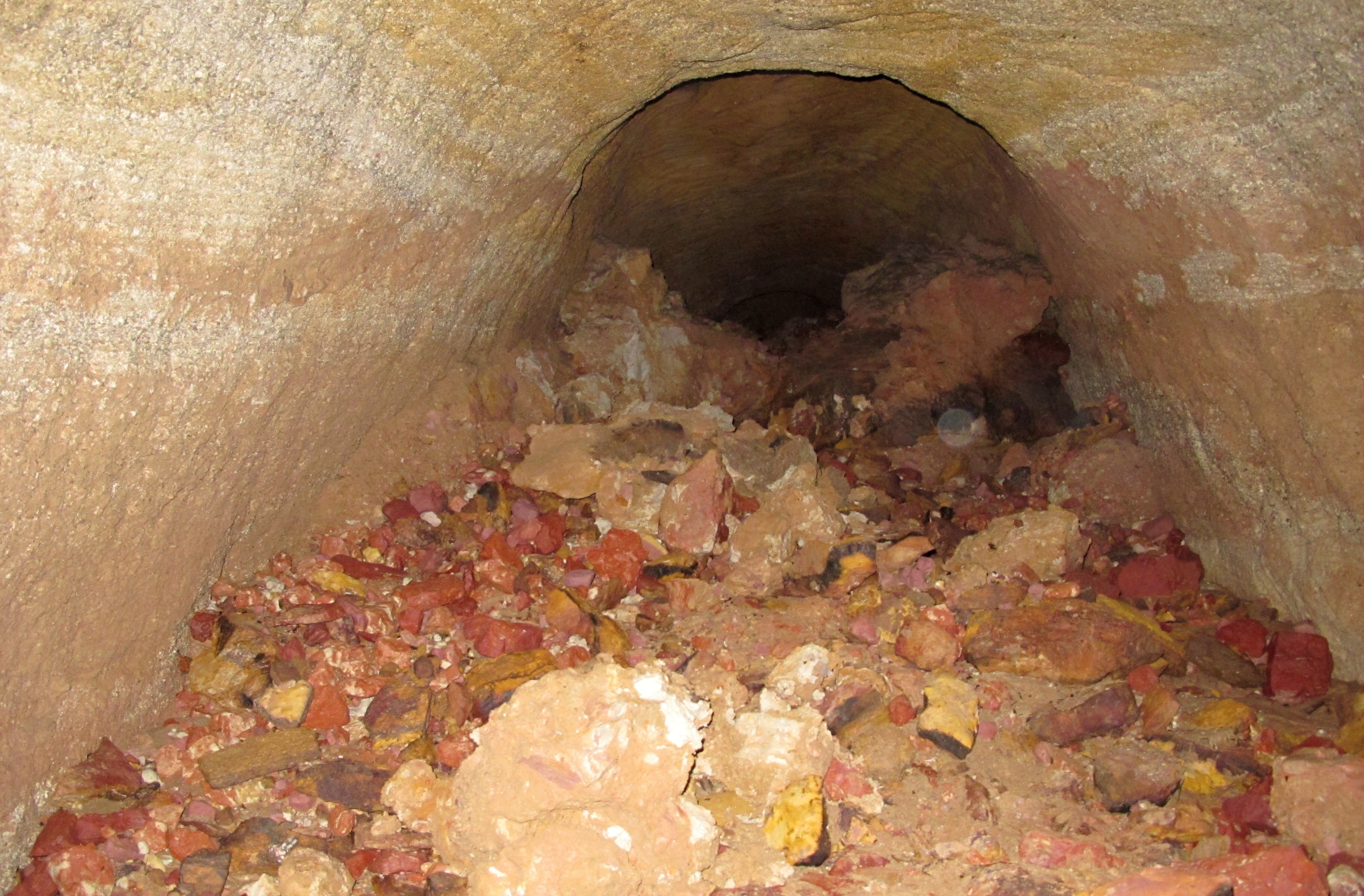
Závaly v podzemních chodbách

Důl tvoří velké množství chodeb různé šíře (průměrně 1,5m) a výšky (až 5 m) – od mohutných chodeb po téměř neprůchodné chodbičky. Dosahuje délky téměř 6 kilometrů. Většina chodeb tvoří pravoúhlý rastr. Některé úseky jsou v současnosti částečně zaplavené vodou.
Podle geologa Václava Cílka jsou Orty „velmi instruktivní odkryv pobřežní facie křídového senonského jezera“ jaký v Česku „nemá obdobu“.
Podle Radany Kavkové jsou Orty sedimentárním záznamem křídové divoké řeky.[zdroj?]
Na území České republiky existují pouze dva hlubinné kaolinové doly. Druhým je důl v Nevřeni v okrese Plzeň-sever, který byl zpřístupněn veřejnosti v červnu roku 2019.

## Fauna
Důlní chodby slouží jako významné zimoviště netopýrů.

## Historie
Chodby vznikaly především v druhé polovině 19. století. Jejich vznik inicioval Josef Hardtmuth, zakladatel firmy Koh-i-noor Hardtmuth, která ve Vídni a později v nedalekých Českých Budějovicích vyráběla kameninové zboží a kamnové kachle. Od října 2019 jsou v Ortech prováděny zabezpečovací práce.

## Odraz v kultuře
Roku 2017 vznikl o Ortech dokumentární snímek pro TV Kino Svět mapující jak jejich historii, tak legendy. Orty jsou dále vyhledávány i umělci, kteří postupem času utvořili v jedné z chodeb celou řadu rytin.